# Willeysthenelais suezensis
Willeysthenelais suezensis är en ringmaskart som beskrevs av Pettibone 1971. Willeysthenelais suezensis ingår i släktet Willeysthenelais och familjen Sigalionidae. Inga underarter finns listade i Catalogue of Life.